# Изменчивая тростнянка
Изменчивая тростнянка (лат. Hyperolius viridiflavus) — вид лягушек из семейства Прыгуньи (лат. Hyperoliidae).
Вид распространён в Бурунди, Демократической Республике Конго, Эфиопии, Кении, Руанде, Судане, Танзании, Уганде, и, возможно, больше в Центральноафриканской Республике, Чаде и Эритрее. Обитает в субтропических и тропических сухих и влажных лесах, долинах и горах, сухих и влажных саваннах, также населяет субтропические и тропические дождевые или затопленные низменные пастбища, реки, пресноводные озёра, пруды и родники, пахотные земли, сельские сады, городские районы, резервуары, каналы, орошаемые земли и сезонно заливаемые сельскохозяйственные земли.
В отдельных случаях у лягушек этого вида было замечено изменение половых органов самок на мужские половые органы. Вероятно, причиной этого является недостаточное количество самцов в популяции.